# يو إف سي 130
يو إف سي 130: رامبيج ضد هاميل (بالإنجليزية: UFC 130: Rampage vs. Hamill)‏ هو حدث لفنون القتال المختلطة نظمته يو إف سي، أُقيم في 28 مايو 2011، على إم جي إم جراند جاردن أرينا في لاس فيغاس، نيفادا، الولايات المتحدة.